# Оржица (Оржицкий район)
О́ржица (укр. Оржиця) — посёлок, Оржицкий поселковый совет, Оржицкий район, Полтавская область, Украина.
Является административным центром Оржицкого района и административным центром Оржицкого поселкового совета, в который, кроме того, входит село Маяковка.

## Географическое положение
Посёлок городского типа Оржица находится на правом берегу реки Оржица, выше по течению примыкает село Зарог, ниже по течению на расстоянии в 3 км расположено село Плехов, на противоположном берегу — село Онишки.
Находится в 37 км от железнодорожной станции Лубны на линии Полтава — Киев. Через посёлок проходит автомобильная дорога Т-1713.

## История
Первое упоминание о селе относится к 1552 году как о каневском замковом уходе. В XVII веке входила во владения Вишневецких. С начала национально-освободительной войны под руководством Богдана Хмельницкого Оржица — сотенный городок кропивенского полка. В 1658 году Оржица потеряла статус сотенного городка.
В 1658—1782 годах Оржица была включена в Горошинскую сотню Лубенского полка.
В 1669 году Оржицу разрушили и сожгли крымские татары.
В 1782—1796 годах Оржица находилась в составе Хорольского уезда Киевского наместничества, в 1796—1802 годах — в составе Малороссийской губернии.
С 1802 года до 1923 года Оржица находилась в составе Лубенского уезда Полтавской губернии
В центральном историческом архиве Украины в г. Киеве имеются церковные документы 1763—1796 годов
Село указано на карте частей Киевского, Черниговского и других наместничеств 1787 года
В январе 1918 года установлена Советская власть.
В 1923 году Оржица стала центром Оржицкого района.
2 апреля 1931 года здесь началось издание районной газеты.
В ходе Великой Отечественной войны с 23 сентября 1941 до 19 сентября 1943 года была оккупирована немецко-фашистскими войсками.
По состоянию на 1954 год здесь действовали средняя школа, Дом культуры и 4 библиотеки.
С 1968 года Оржица — посёлок городского типа.
По состоянию на начало 1974 года крупнейшими предприятиями являлись пищекомбинат, комбикормовый завод и сыродельный завод.
В январе 1989 года численность населения составляла 4292 человека.
В мае 1995 года Кабинет министров Украины принял решение о приватизации находившегося в Оржице межколхозного комбикормового завода в течение 1995 года.
По результатам Всеукраинской переписи населения 2001 года численность населения составляла 3983 человека.
По состоянию на 1 января 2014 года численность населения составляла 3652 человека, на 1 января 2015 года — 3554 человека, на 1 января 2016 года — 3556 человек.

## Экономика
- Завод продтоваров «Радуга», ЗАО.
- Оржицкий комбикормовый завод.
- Оржицкая межколхозная ПМК № 17, КП.

## Объекты социальной сферы
- Школа.
- Центральная районная больница.